# あなたと中京テレビ
『あなたと中京テレビ』（あなたとちゅうきょうテレビ）は、中京テレビで放送されている自己批評番組。

## 概要
この番組は毎月1回、その月の第4日曜日に放送される。ただし8月放送分については、毎年8月末に『24時間テレビ 「愛は地球を救う」』が放送される関係で第3日曜日に実施することもあった。これに該当する例としては、2005年8月・2006年8月・2022年8月・2023年8月放送分などがある。放送時刻は5:45 - 6:00。原則15分間で、放送時間の延長・拡大を行った例は今のところ無い。
各コーナーの進行には、主にナレーションが使われる。番組タイトルは、2012年9月までキー局の日本テレビで放送されていた『あなたと日テレ』に倣っている。

## 出演者
- 恩田千佐子（中京テレビアナウンサー） - 2002年まで出演した後、鶴木と交替して一時降板。その後は2003年から2006年3月まで再度出演
- 鶴木陽子（当時中京テレビアナウンサー） - 2002年から2003年まで出演
- 安部まみこ（当時中京テレビアナウンサー） - 2006年4月から2009年3月まで出演
- 本多小百合（当時中京テレビアナウンサー） - 2009年4月から2011年3月まで出演
- 我妻絵美（当時中京テレビアナウンサー） - 2011年4月から2012年3月まで出演
- 前田麻衣子（中京テレビアナウンサー） - 2012年4月から2015年6月、2022年1月から6月・2022年8月から2024年8月、2024年10月から2025年4月、2025年6月から7月に出演
- 佐野祐子（中京テレビアナウンサー） -  2015年7月から2018年3月まで出演
- 稲村沙綾（当時中京テレビアナウンサー） -  2018年4月から2018年12月まで出演
- 佐藤和輝（中京テレビアナウンサー）  -  2019年1月から2020年9月、2024年9月に出演
- 松岡陽子（当時中京テレビアナウンサー）  -  2020年10月から2021年12月まで出演
- 望月杏夏（中京テレビアナウンサー） - 2022年7月に出演
- 松原朋美（中京テレビアナウンサー） - 2025年5月に出演

## コーナー

### ほぼ毎回実施するコーナー
- 番組審議会の報告・お知らせ - 毎年1月と8月を除く全ての回で実施する。在名テレビ局の自己批評番組では珍しく、審議委員の声をテロップだけでなく映像と音声でも伝えている。
- 中京テレビのイベントの紹介
- 視聴者センター報告 - 放送前月の1ヶ月間に中京テレビ視聴者センターに寄せられた問い合わせの件数と、その内訳を報告。
- 問い合わせ先（中京テレビ視聴者センター）の案内

### 特定時期に実施するコーナー
- 『24時間テレビ』の開催・主要募金場所のお知らせ・連絡 - 毎年8月に実施する。

### 不定期に実施するコーナー
- BPOからの報告 - 同局の放送番組その他で不祥事が起こったときのみに実施する。そのため、特定の放送時期は無い。